# General Grant (arbre)
Pour les articles homonymes, voir Grant.
Le General Grant est un séquoia géant. Il s'agit du deuxième arbre le plus massif du monde, après le General Sherman. Il est situé dans la futaie General Grant (en) dans le parc national de Kings Canyon dans la Sierra Nevada à l'est de la Californie.

## Présentation
Son volume était en 2004 de 1 319,8 m3, il mesure 81,72 m pour une circonférence de 32,77 m et un diamètre de 12 m (au niveau du sol). Il serait âgé de 1 500 à 2 000 ans. 
Il tient son nom du général Ulysses S. Grant qui fut chef d'état-major des troupes de l'Union lors de la guerre de Sécession et devint le dix-huitième président des États-Unis.

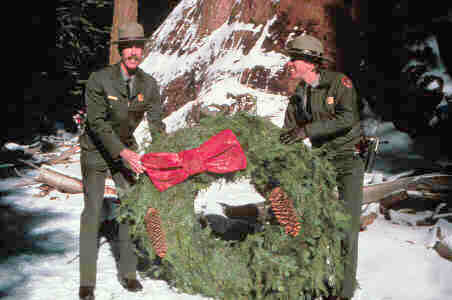
Décoration pour souligner que le General Grant est l'arbre de Noël de la nation (date du cliché inconnue).

En 1926, le président Calvin Coolidge proclama le General Grant « l'arbre de Noël de la nation ».
En 2012, il est classé National Historic Landmark.